# Euphorbia derickii
Euphorbia derickii är en törelväxtart som beskrevs av Victor W. Steinmann. Euphorbia derickii ingår i släktet törlar, och familjen törelväxter. Inga underarter finns listade i Catalogue of Life.